# Dominique Galvano
Domenico Galvano, né le 28 octobre 1800 à Bibiana (diocèse de Pignerol) et décédé en août 1855 à Bessano, près de Pignerol, est un évêque piémontais du XIXe siècle.

## Biographie
Après des études au Petit séminaire de Saluzzo et à l’Université de Turin, il obtient un doctorat en théologie.
Ordonné en 1824, il est nommé chanoine-chantre puis devient vicaire général en 1831. Il est nommé évêque de Nice en août 1833 et fait son entrée à Nice le 6 janvier 1834.
En 1842, il obtient l’autorisation d’ouvrir un Petit séminaire pouvant accueillir des élèves laïcs et des futurs clercs (Piccolo Seminario Collegio-Convitto Vescovile di Nizza).
Il convoque un synode en 1839 pour réorganiser le diocèse.